# Coco Yoshizawa
Coco Yoshizawa (吉沢 恋?, Yoshizawa Koko; Kanagawa, 22 settembre 2009) è una skater giapponese.
Fino al 2021 Yoshizawa ha praticato lo skateboard solo come hobby, ma dopo aver visto l'allora tredicenne Momiji Nishiya competere a Tokyo 2021, decide di partecipare a delle gare.
Nello stesso anno partecipa ai campionati nazionali giapponesi classificandosi quinta, stessa posizione nella quale chiude i campionati mondiali nel 2023.
Nel 2024, a 14 anni, riesce a qualificarsi per i Giochi olimpici di Parigi 2024 e il 28 luglio, nella capitale francese, supera le semifinali con il miglior punteggio e nella finale si aggiudica l'oro precedendo la connazionale Liz Akama.

## Palmarès
- Giochi olimpici

Parigi 2024:  Oro nello Street.